# Alice Morgan Wright

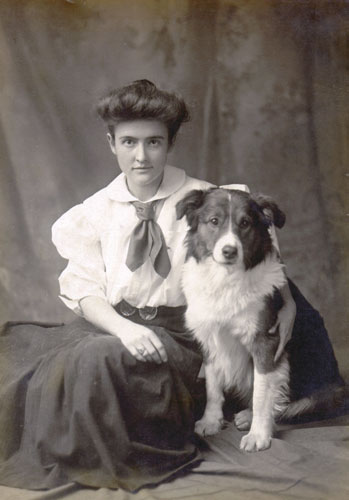
Alice Morgan Wright am Smith College 1904

Alice Morgan Wright (geb. 10. Oktober 1881 in Albany, New York; gest. 8. April 1975 ebenda) war eine US-amerikanische Bildhauerin, Suffragette und Tierschützerin.

## Leben
Wright war das einzige Kind von Henry Romeyn Wright, einem Großhandelskaufmann, und Emma Jane Morgan. Sie besuchte die St. Agnes School in Albany und im Anschluss das Smith College, das sie 1904 abschloss. Dort engagierte sie sich in einer Verbindung, die sich für das Frauenwahlrecht einsetzte, und lernte dort ihre lebenslange Partnerin und Mitaktivistin Edith Goode kennen. Danach studierte sie Bildhauerei in New York City an der Art Students League of New York sowie ab 1909 an der Académie des Beaux-Arts und der Académie Colarossi in Paris. Auch dort engagierte sie sich wieder als Suffragette. Wright setzte sich für Frauenrechte ein, da sie eigene Hindernisse spürte, als sie Bildhauerei studierte. Männer zweifelten, ob ihre körperliche Stärke für die Anfertigung einer Skulptur ausreichen würde, und es war ihr verboten, männliche Modelle für Akte zu studieren.
Sowohl in Paris als auch in Albany organisierte sie 1910 bzw. 1911 Auftritte der britischen Suffragette Emmeline Pankhurst. In London wurde sie auf einer Suffragettendemonstration verhaftet; in ihrer zweimonatigen Haft im Holloway Prison fertigte sie eine Statue ihrer Mitinsassin Emmeline Pankhurst an. In der Haft nahm sie an einem Hungerstreik teil und fertigte Skulpturen aus dem ungenutzten Essen ihrer Mitgefangenen an. Nach ihrer Rückkehr in die USA 1914 wurde sie Vorsitzende der dortigen Woman Suffrage Party, die sich für das gleiche Wahlrecht für Frauen einsetzte. 1915 nahm sie an einer Ausstellung in der Macbeth Gallery teil, die der Suffragettenbewegung zugutekam. Erst nach der Erweiterung des Frauenwahlrechts in den USA 1920 durch den 19. Zusatzartikel zur Verfassung widmete sie sich wieder hauptamtlich der Bildhauerei.
Ihre Bildhauerei war ab 1914 vom Kubismus und Futurismus beeinflusst, womit sie eine der ersten Amerikanerinnen war, die avantgardistische Skulpturen anfertigten. Zu ihren bekanntesten modernistischen Werken zählt The Fist. Ihre Arbeiten wurden in den USA wie in Europa ausgestellt. Sie nahm 1913 an der kontroversen Armory Show in New York teil und wurde unter anderem an der Royal Academy of Arts in London, am Art Institute of Chicago, im Salon des Beaux Arts in Paris und dem Philadelphia Institute of Art ausgestellt.
Von 1945 bis 1947 war sie Vorsitzende der World Women’s Party.
Zunehmend wandte Wright sich den Tierrechten zu. 1945 gründete sie ihre eigene Tierschutzorganisation, National Humane Education Association, und engagierte sich bei zahlreichen anderen Organisationen zu dem Thema. Edith Goode und sie waren 1954 Gründungsmitglieder der National Humane Society (später Humane Society of the United States, HSUS) und brachten die Organisation in den kommenden Jahren dazu, sich vermehrt auf der Ebene der Vereinten Nationen für Tierrechte einzusetzen. 1957 schrieb Wright einen Brief an Präsident Eisenhower, um ihn dazu bringen, Tiere nicht mehr für Versuche mit Atomwaffen einzusetzen. 1963 erwarben Goode und sie einen Bauernhof in Virginia und spendeten diesen an die HSUS, um ihn zu einem Tierheim umzufunktionieren.